# Route nationale 761
Die Route nationale 761, kurz N 761 oder RN 761, war eine französische Nationalstraße, die von 1933 bis 1973 zwischen Brissac-Quincé und Loudun verlief. Ihre Länge betrug 60 Kilometer. 1978 wurde der Abschnitt zwischen Montreuil-Bellay und Loudun in die Nationalstraße 147 integriert, die zwischen Loudun und Saumur eine neue Streckenführung erhielt. Dieser Abschnitt wurde 2006 abgestuft.